# Йод (Румунія)
Йод (рум. Iod) — село у повіті Муреш в Румунії. Входить до складу комуни Рестоліца.
Село розташоване на відстані 295 км на північ від Бухареста, 57 км на північний схід від Тиргу-Муреша, 106 км на схід від Клуж-Напоки.

## Населення
За даними перепису населення 2002 року у селі проживали 376 осіб.
Національний склад населення села:
| Національність | Кількість осіб | Відсоток |
| -------------- | -------------- | -------- |
| угорці         | 264            | 70,2%    |
| румуни         | 110            | 29,3%    |

Рідною мовою назвали:
| Мова      | Кількість осіб | Відсоток |
| --------- | -------------- | -------- |
| угорська  | 262            | 69,7%    |
| румунська | 114            | 30,3%    |